# 牧落駅
牧落駅（まきおちえき）は、大阪府箕面市百楽荘一丁目に存在する、阪急電鉄箕面線の駅。駅番号はHK-58。

## 歴史
- 1921年（大正10年）12月30日：箕面有馬電気軌道（現在の阪急電鉄）の桜井駅 - 箕面駅間に新設開業[3]。
- 2013年（平成25年）12月21日：駅ナンバリング (HK-58) が導入される[4][5]。

## 駅構造
相対式ホーム2面2線を有する地上駅。分岐器や絶対信号機を持たないため、停留所に分類される。駅は2本の道路に挟まれ、改札口は線路の下にある半地下式。ホーム有効長は8両編成分である。ただし、箕面方面ホームでは定期列車で8両編成が運行されていないため、実質使われているのは4両編成分のみである。
箕面方面ホーム上にトイレがある。石橋阪大前方面ホーム上には待合室がある。また、上下各ホームと改札階は階段とエレベーターで連絡している。

### のりば
| 号線 | 路線    | 方向 | 行先                                     |
| ---- | ------- | ---- | ---------------------------------------- |
| 1    | ■箕面線 | 下り | 箕面行き                                 |
| 2    | ■箕面線 | 上り | 石橋・大阪（梅田）・宝塚・神戸・京都方面 |

※実際には構内にのりば番号表記はないが、スマートフォン向けアプリ「阪急沿線ナビ TOKKアプリ」の発車案内機能では、箕面方面が1号線、石橋阪大前方面が2号線と表示されている。

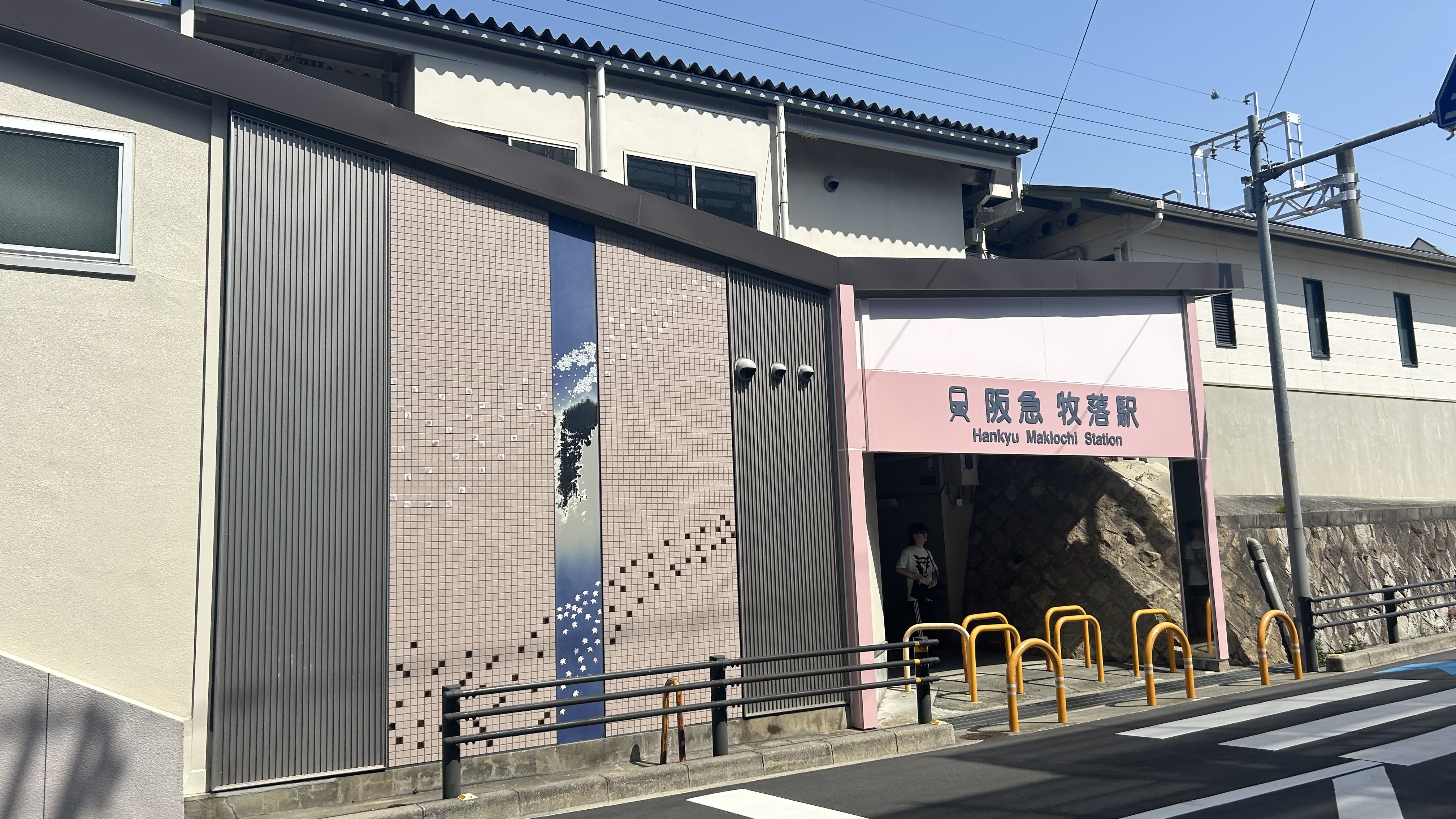
西口
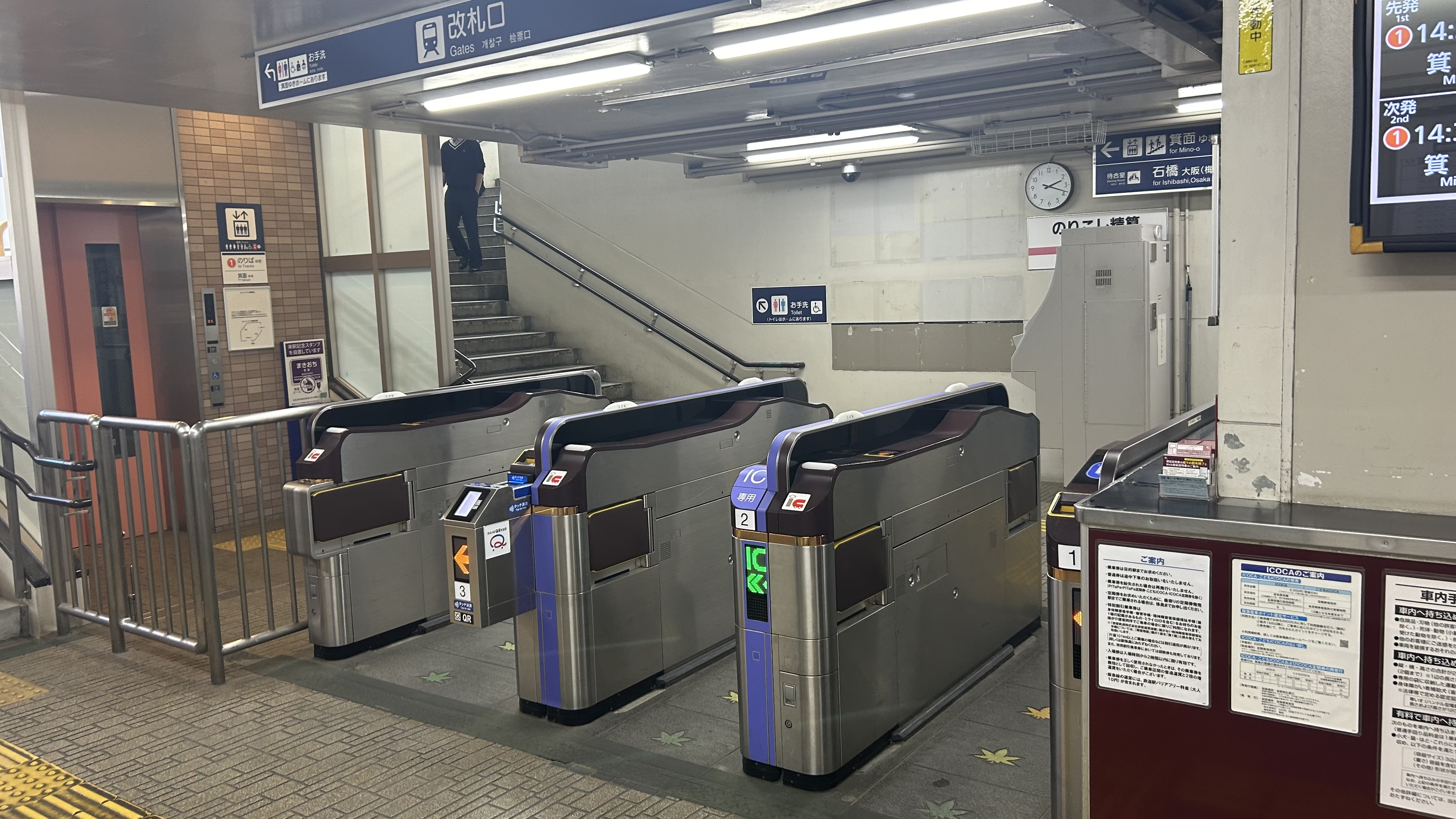
改札口
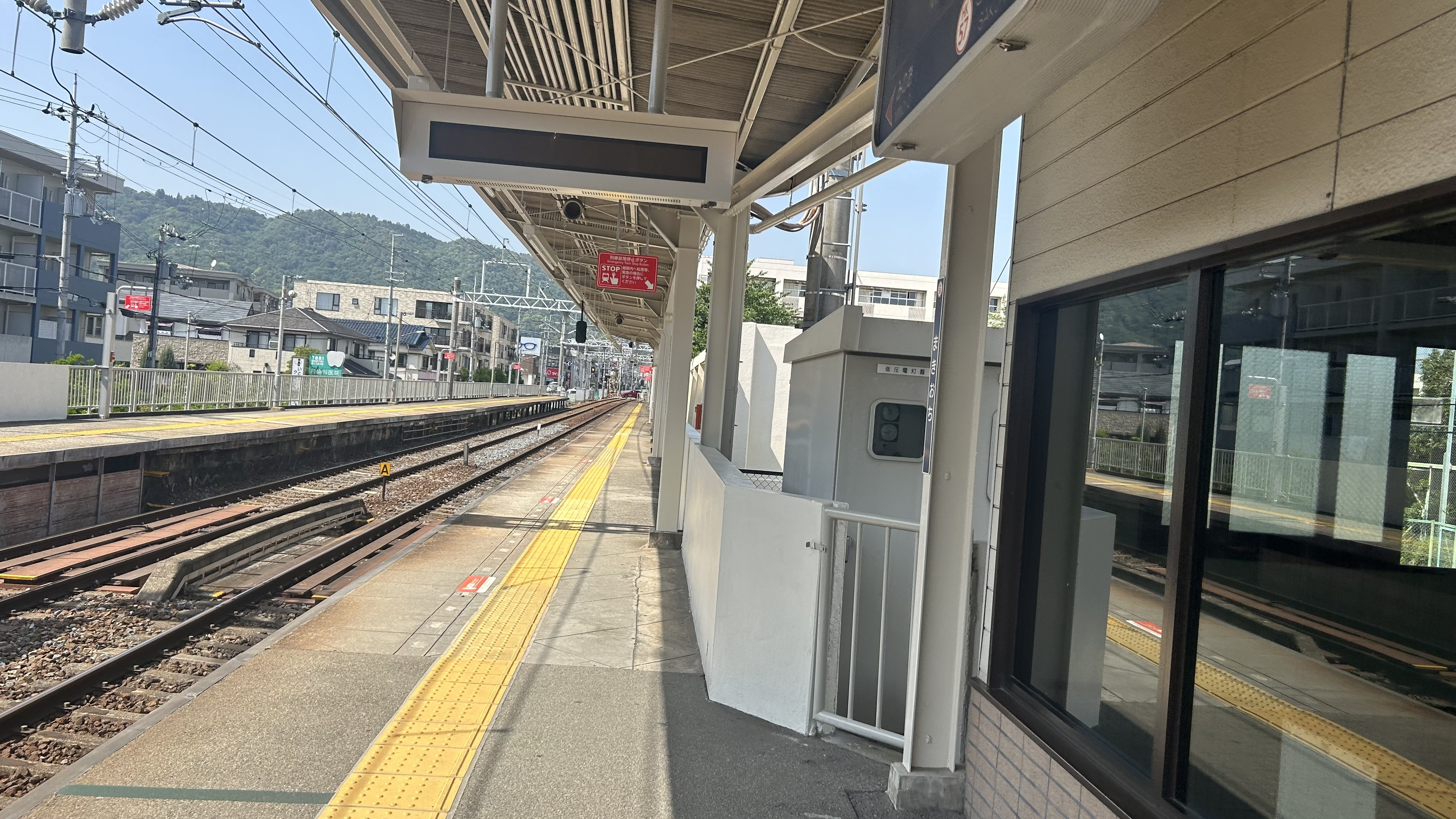
石橋阪大前方面ホーム
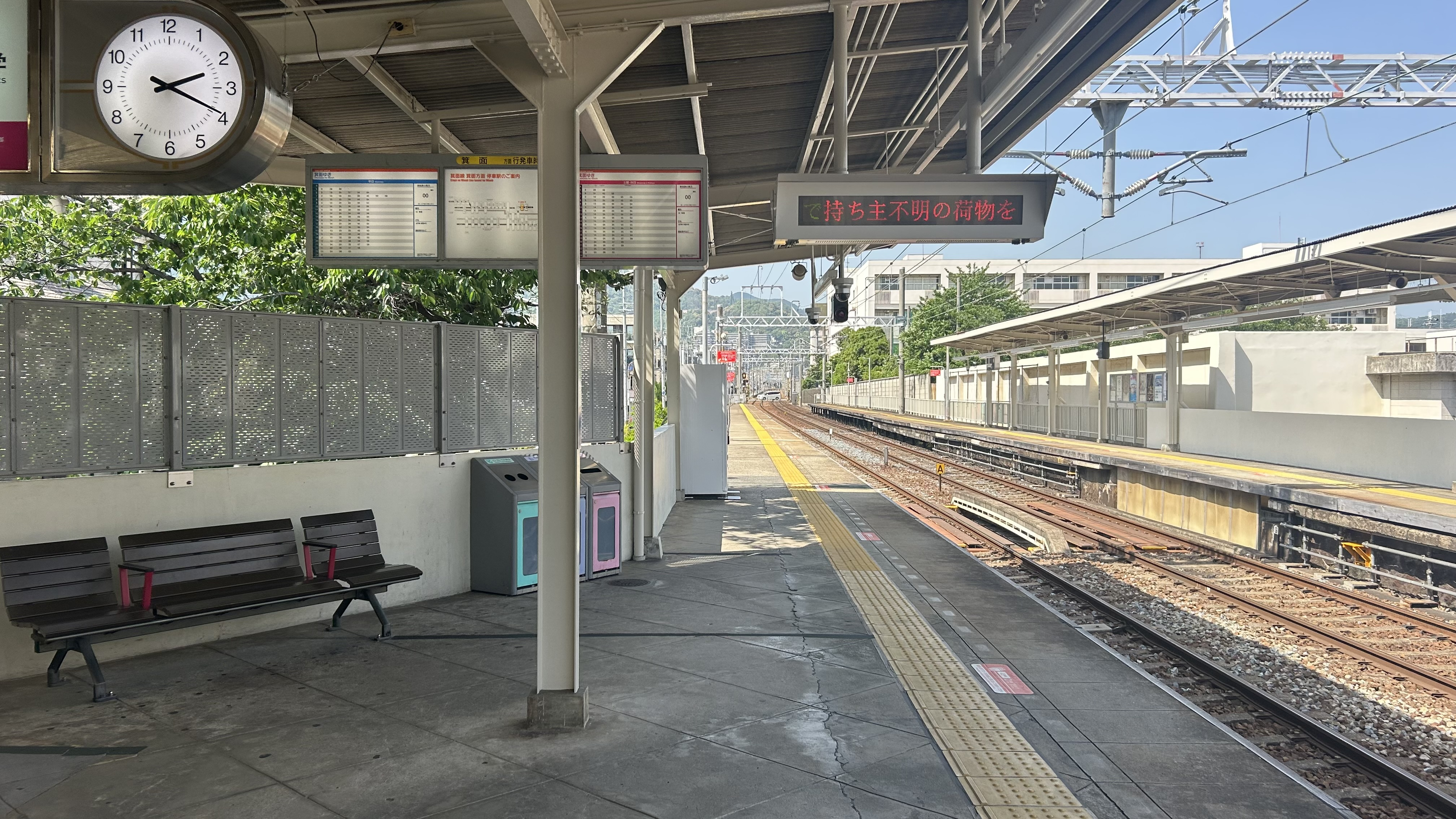
箕面方面ホーム
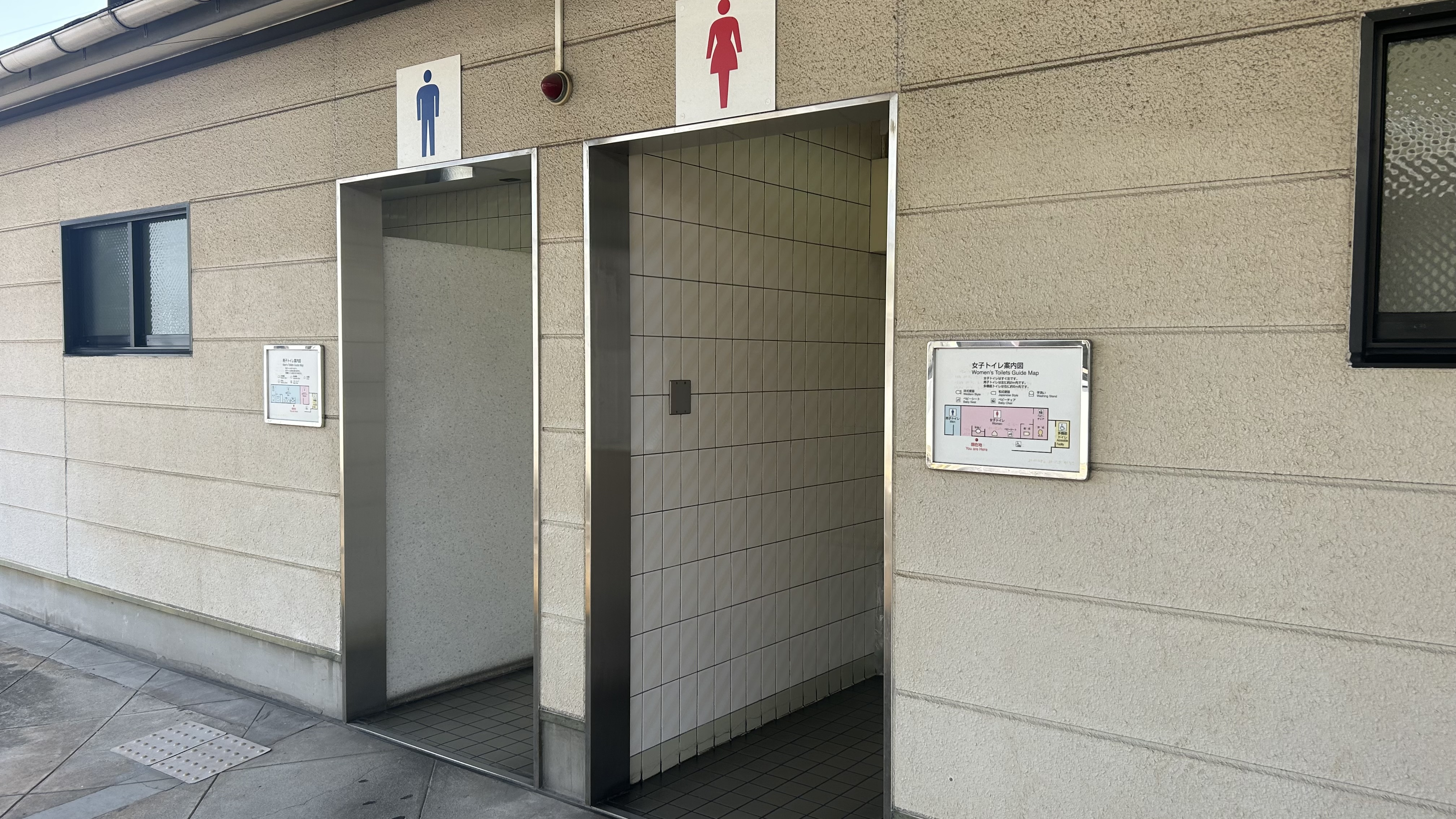
トイレ
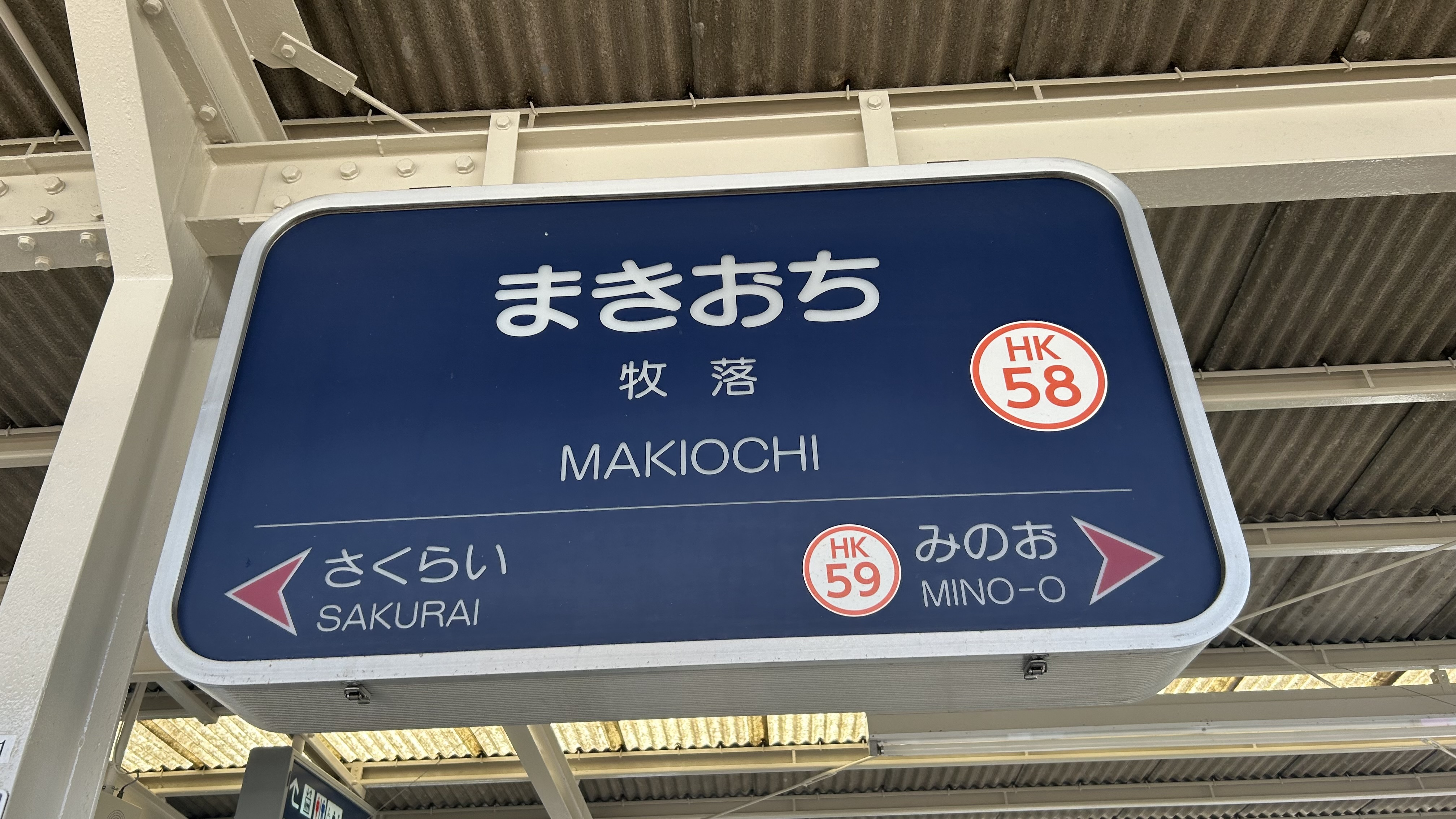
駅名標

## 利用状況
2023年（令和5年）の通年平均における1日の乗降人員は7,030人である。宝塚線系統では清荒神駅に次いで少なく、阪急電鉄全線では上桂駅に次いで第78位。
近年の特定日における1日の乗降・乗車人員数の推移は下表の通り。
| 年度   | 特定日   | 特定日   | 出典   |
| 年度   | 乗降人員 | 乗車人員 | 出典   |
| ------ | -------- | -------- | ------ |
| 1995年 | 8,549    | 4,344    | [ 7 ]  |
| 1996年 | 8,868    | 4,408    | [ 8 ]  |
| 1997年 | 9,127    | 4,575    | [ 9 ]  |
| 1998年 | 8,783    | 4,354    | [ 10 ] |
| 1999年 | -        | -        |        |
| 2000年 | 8,512    | 4,331    | [ 11 ] |
| 2001年 | 8,764    | 4,487    | [ 12 ] |
| 2002年 | 8,426    | 4,247    | [ 13 ] |
| 2003年 | 8,186    | 4,106    | [ 14 ] |
| 2004年 | 8,343    | 4,234    | [ 15 ] |
| 2005年 | 8,388    | 4,280    | [ 16 ] |
| 2006年 | 8,432    | 4,281    | [ 17 ] |
| 2007年 | 8,244    | 4,163    | [ 18 ] |
| 2008年 | 8,419    | 4,224    | [ 19 ] |
| 2009年 | 8,118    | 4,157    | [ 20 ] |
| 2010年 | 8,134    | 4,120    | [ 21 ] |
| 2011年 | 8,547    | 4,323    | [ 22 ] |
| 2012年 | 8,455    | 4,292    | [ 23 ] |
| 2013年 | 8,344    | 4,210    | [ 24 ] |
| 2014年 | 8,305    | 4,203    | [ 25 ] |
| 2015年 | 8,554    | 4,339    | [ 26 ] |
| 2016年 | 8,687    | 4,396    | [ 27 ] |
| 2017年 | 8,672    | 4,396    | [ 28 ] |
| 2018年 | 8,645    | 4,360    | [ 29 ] |
| 2019年 | 8,816    | 4,441    | [ 30 ] |

## 駅周辺
周辺は牧落百楽荘住宅として開発された古くからの住宅街で、特に百楽荘は北摂地域における高級住宅街の一つとして有名である。
- 大阪府立箕面高等学校
- 箕面市立箕面小学校
- 箕面市役所
- 箕面西公園
- 箕面市第一総合運動場
- 箕面桜郵便局
- 箕面西小路郵便局
- 牧落八幡宮
- 箕面神経サナトリウム
- 箕面ポッポ保育園
- 北乃屋箕面店
- やまや牧落店
- メガネの愛眼箕面牧落店
- サンドラッグ箕面桜店
- MEGAドン・キホーテ 箕面店
- ライフ箕面店

### バス路線
箕面市のコミュニティバス「オレンジゆずるバス」の路線が乗り入れる（阪急バス茨木営業所が運行受託）。
牧落駅停留所（西出口から南へ約90m）
- 黄ルート（西部南・東部南循環）

黄ルートは平日ダイヤのみでの運行で、休日ダイヤではバスの乗り入れはない。
なお、阪急バスの「牧落」停留所は南東方面へ700m程の国道171号沿いにあるため、乗り継ぎには北西へ約350mの市道沿いにある「桜」停留所を利用するのが至便である。
阪急バス 桜停留所
箕面中央線
- 81系統：千里中央行（桜ヶ丘・呉羽の里・新稲・箕面市役所前・(箕面)市立病院前経由）
- 82系統：井口堂行（桜ヶ丘・呉羽の里経由）
- 82・83系統：千里中央行（箕面市役所前・(箕面)市立病院前経由）

## 隣の駅
阪急電鉄
■箕面線
桜井駅 (HK-57) - 牧落駅 (HK-58) -  箕面駅 (HK-59)